# Grand notaire du Royaume
Le grand notaire du Royaume d'Espagne (en espagnol : Notario mayor del Reino) est un titre attaché ex officio au ministre de la Justice. Il agit en tant qu'huissier lors des grands événements de l'État comme le serment des hauts fonctionnaires et membres du gouvernement.
La fonction n'est attachée à aucune autorité notariale ni ne possède de relation avec le Corps des notaires dont l'autorité suprême est exercée par le président du Conseil général des notaires, organe autonome.

## Missions

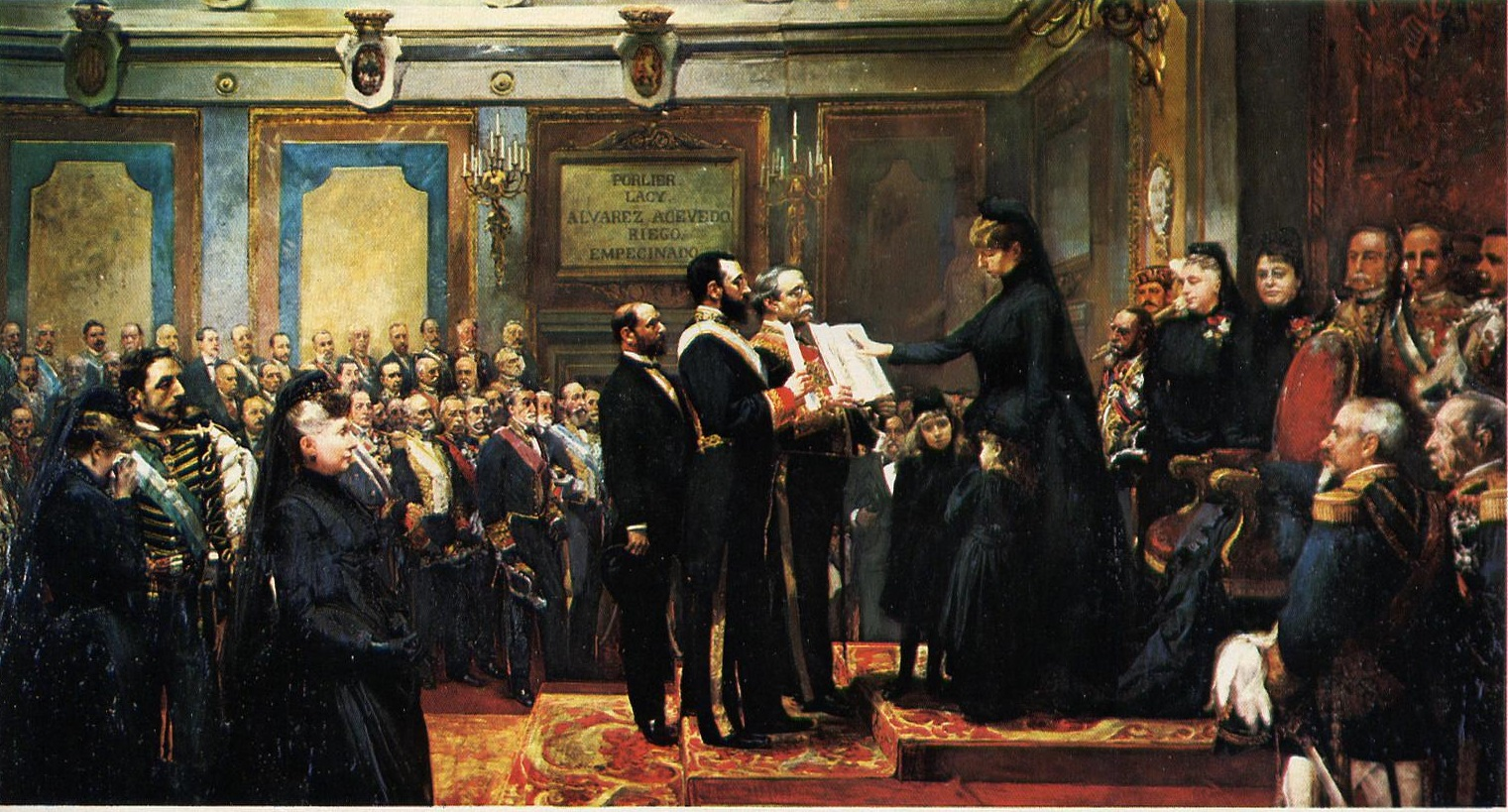
La reine Marie-Christine d'Autriche jurant sa fonction de régente d'Espagne devant le grand notaire du Royaume.

### Fonctions
Le grand notaire du Royaume est chargé de :
- dresser les actes relatifs au serment du roi, du président du gouvernement, des ministres et secrétaires d'État ainsi que des hauts fonctionnaires nationaux ;
- dresser les actes d'état-civil des membres de la famille royale d'Espagne.